# Jacobus Hendrik Scheltema
Jacobus Hendrik Scheltema, vanaf 1902 bekend onder de achternaam Scheltema de Heere (Amsterdam, 19 juni 1829 – 's-Gravenhage, 14 oktober 1909) was een Nederlandse boekhandelaar, uitgever, ambtenaar en auteur op het gebied van de musicologie. Hij was de stichter van boekhandel Scheltema in Amsterdam. 

## Biografie
Scheltema werd geboren in Amsterdam als zoon van Gajus Scheltema en Anna Catharina Versteegh. Hij was een jongere broer van Pieter Scheltema (1812-1885), de eerste Amsterdamse gemeentearchivaris. Op 16 juni 1858 trad hij in Utrecht in het huwelijk met Sara Joanna Tirion, dochter van Isaak Tirion en Margaretha Mabé.
Hij begon zijn loopbaan in 1845, als leerling bij boekhandelaar J.D. Sybrandi te Amsterdam. In 1850 werd hij bediende bij P.N. van Kampen, eveneens een boekhandelaar in Amsterdam. Op 6 juni 1853 vestigde hij zich als zelfstandig boekverkoper in Amsterdam, aan de Beurssteeg No. 183 (hoek Kromelleboogsteeg). Naast boekhandelaar, was Scheltema ook uitgever. Zo was hij in 1857 de uitgever van het werk Aemstels Oudheid van zijn broer Pieter.
Op 1 januari 1868 verkocht hij zijn zaak aan Tjomme van Holkema, die het bedrijf voortzette onder de naam Boekhandelaars Scheltema & Holkema. Hieruit ontstonden later de Amsterdamse boekhandels Scheltema & Holkema's Boekhandel en Van Holkema & Warendorf.
Na de verkoop van zijn boekhandel verhuisde Scheltema naar Den Haag, waar hij werkzaam werd als redacteur van het dagblad Het Vaderland, dat in 1869 werd opgericht. Later trad hij in dienst bij het Ministerie van Oorlog, waar hij van 1879 tot 1898 de functie van adjunct-commies bekleedde, en daarna als commies. Op 1 juli 1899 werd hem op grond van zijn leeftijd eervol ontslag verleend.

### Musicologie
Tijdens zijn Haagse periode wijdde Scheltema zich aan de studie van het oude Nederlandse lied, waarover hij diverse malen publiceerde. Hij wordt gezien als een pionier in het beschouwen van de melodie als een centraal element binnen deze liederen, terwijl eerder vooral de teksten literair werden benaderd. "Hoewel zijn critisch-muzikale kennis niet voldoende was om de materie te beheerschen, is zijn streven niet zonder beteekenis gebleven", aldus J.W. Enschedé. Scheltema's hypothese dat de melodie van Vondels "O Kersnacht", uit diens Gijsbrecht van Aemstel (1637), door Cornelis Padbrué zou zijn gecomponeerd, wordt als zeer aannemelijk beschouwd. Scheltema was verder als corrector betrokken bij Het oude Nederlandsche lied van Florimond van Duyse, waarvan de eerste aflevering in 1900 verscheen.
In 1902 bracht hij Het Boek der Kusjes van Janus Secundus. In het Nederlandsch vertolkt door J.H. Scheltema uit. Hij droeg het werk op aan zijn vriend Florimond van Duyse en de nagedachtenis aan diens vader, de dichter Prudens van Duyse. 
In hetzelfde jaar liet hij zijn achternaam voor zichzelf en zijn nageslacht wijzigen in Scheltema de Heere (KB 23 augustus 1902, nr. 42).

### Overlijden
Scheltema de Heere overleed in 1909 in Den Haag. Tijdens de begrafenisplechtigheid sprak Van Duyse een rede uit, die enkele dagen later in Het Vaderland werd gepubliceerd.

## Publicaties (selectie)
- Nederlandsche Liederen uit vroegeren tijd, E.J. Brill, Leiden, 1885.
- Het Boek der Kusjes van Janus Secundus. In het Nederlandsch vertolkt door J.H. Scheltema, E.J. Brill, Leiden, 1902.

- ‘David Padbrouck en Cornelis Padbrue’, in: Tijdschrift der Vereeniging voor Noord-Nederlands Muziekgeschiedenis, 8, 2 (1908), pp. 109-145.[18]

- Biografisch Portaal: 35645969
- Digitale Bibliotheek voor de Nederlandse Letteren: sche096
- Gemeinsame Normdatei: 1055190945
- International Standard Name Identifier: 0000 0003 8569 2554
- Library of Congress Control Number: no93028208
- Nederlandse Thesaurus van Auteursnamen: 06781817X
- Virtual International Authority File: 234561211
- WorldCat: E39PBJpdQP4VcYCj4X93Vh78md